# Rulleskøjtehockey
Rulleskøjtehockey er en sportsgren, hvor der spilles med en bold og hver spiller er forsynet med en stav og quad-rulleskøjter. Dette skal ses i modsætning til skaterhockey (eller inline-hockey), hvor der kører på inline-rulleskøjter.
I 1992 var rulleskøjtehockey som demonstrationssportsgren ved OL i Barcelona.